# Kronogods
Kronogods var en jordbruksegendom (gods) som tillhörde kronan (staten). Dispositionsrätten över vissa fixerade godskomplex var en av de rättigheter som tillkom fursten i hans egenskap av kung. Kronogods ägdes av kungen som rikets överhuvud sedan medeltidens begynnelse.